# Вјолапо (Бјела)
Вјолапо је насеље у Италији у округу Бијела, региону Пијемонт.
Према процени из 2011. у насељу је живело 17 становника. Насеље се налази на надморској висини од 356 м.